# 博布里奇
51°8′52″N 28°14′42″E / 51.14778°N 28.24500°E
博布里奇（烏克蘭語：Бобричі），是烏克蘭北部的村莊，隸屬日托米爾州的科羅斯滕區。該村始建於1652年，面積0.59平方公里，海拔高度182米，2001年該村落人口135。